# Ezüstpinty
Az ezüstpinty (Diuca diuca) a madarak osztályának verébalakúak (Passeriformes) rendjébe és a tangarafélék (Thraupidae) családjába tartozó Diuca nem egyetlen faja.

## Rendszerezése
A fajt Juan Ignacio Molina chilei zoológus és ornitológus írta le 1866-ban, a Fringilla nembe Fringilla diuca néven. Egyes szervezetek több fajt sorolnak ide, de ez még nem terjedt el általánosan.

## Alfajai
- Diuca diuca chiloensis Philippi Bañados & Peña, 1964
- Diuca diuca crassirostris Hellmayr, 1932
- Diuca diuca diuca (Molina, 1782)
- Diuca diuca minor Bonaparte, 1850[1]

## Előfordulása
Dél-Amerika déli részén, Argentína, Bolívia, Brazília, Chile és Uruguay területén honos. Természetes élőhelyei a szubtrópusi és trópusi síkvidéki és hegyi esőerdők, cserjések, valamint másodlagos erdők, szántóföldek és vidéki kertek. Vonuló faj.

## Megjelenése
Testhossza 18 centiméter, testtömege 25-41 gramm.
|  |

## Természetvédelmi helyzete
Az elterjedési területe rendkívül nagy, egyedszáma pedig stabil.  A Természetvédelmi Világszövetség Vörös listáján nem fenyegetett fajként szerepel.